# Albert Batalla
Albert Batalla Siscart (Seo de Urgel, 25 de octubre de 1977) es un político español alcalde de la Seo d'Urgel y diputado en el Parlamento de Cataluña portavoz adjunto de Juntos por el Sí.

## Biografía
Se licenció en periodismo por la Universitat Ramon Llull. El año 1995 entró a la organización política juvenil Juventud Nacionalista de Cataluña, las juventudes de Convergencia Democrática de Cataluña. Desde octubre de 2000 hasta noviembre de 2004 fue el secretario general y a partir de aquí y hasta diciembre de 2006  fue el presidente. En las elecciones municipales en la Seo de Urgel de 1999 y 2003 formó parte de las listas de Convergència i Unió y posteriormente del equipo de gobierno del Ayuntamiento ocupando diferentes concejalías.
En las elecciones en el Parlamento de Cataluña de 2003, fue elegido diputado al Parlamento de Cataluña por la Circunscripción de Lérida. En las elecciones en el Parlamento de Cataluña de 2006 volvió a ser elegido de nuevo diputado.
En las elecciones municipales de mayo de 2007, Albert Batalla encabezó las listas de CiU. Después de las elecciones, CiU hizo un pacto con ERC donde se acordó que la alcaldía sería para Jordi Ausàs (ERC) los dos primeros años de la legislatura y los dos últimos para Albert Batalla. Después de las elecciones generales del 9 de marzo de 2008, el alcalde Jordi Ausàs sustituyó a Joan Puigcercós como Consejero de Gobernación y Albert Batalla se convirtió en alcalde accidental esperando la decisión de ERC: elegir un nuevo alcalde republicano para agotar los dos años del acuerdo o avanzar el cambio de alcaldía por Albert Batalla ya hasta final de la legislatura, al final ERC se decantó por la última opción, y entonces, Albert Batalla aconteció alcalde hasta la actualidad.
Batalla fue el cabeza de lista de CiU en Lérida en las elecciones al Parlamento de Cataluña de 2010. Fue nuevamente elegido diputado por Lérida en las elecciones al Parlamento de Cataluña de 2012 y 2015, estas últimas en la lista de Juntos por el Sí.
El 26 de octubre de 2017 anunció su dimisión como diputado y baja del PDeCat, junto a Jordi Cuminal, al anunciar el president Carles Puigdemont la convocatoria de elecciones autonómicas. Horas más tarde, tras revocarse la convocatoria de elecciones, revocó Batalla su dimisión como diputado y su baja del partido (terminaron convocándose, pero por el Gobierno central al amparo del artículo 155 de la Constitución Española). Aun así, no concurrió a las siguientes elecciones autonómicas, tras 14 años como diputado.